# Siglo IX
El siglo IX d. C. (siglo noveno después de Cristo) o siglo IX e. c. (siglo noveno de la era común) comenzó el 1 de enero del año 801 y terminó el 31 de diciembre del 900. Es llamado el «Siglo de los Normandos», aunque en Europa es el siglo de la unión política del cristianismo en torno a la figura de Carlomagno, el rey de los francos principal potencia de Europa.

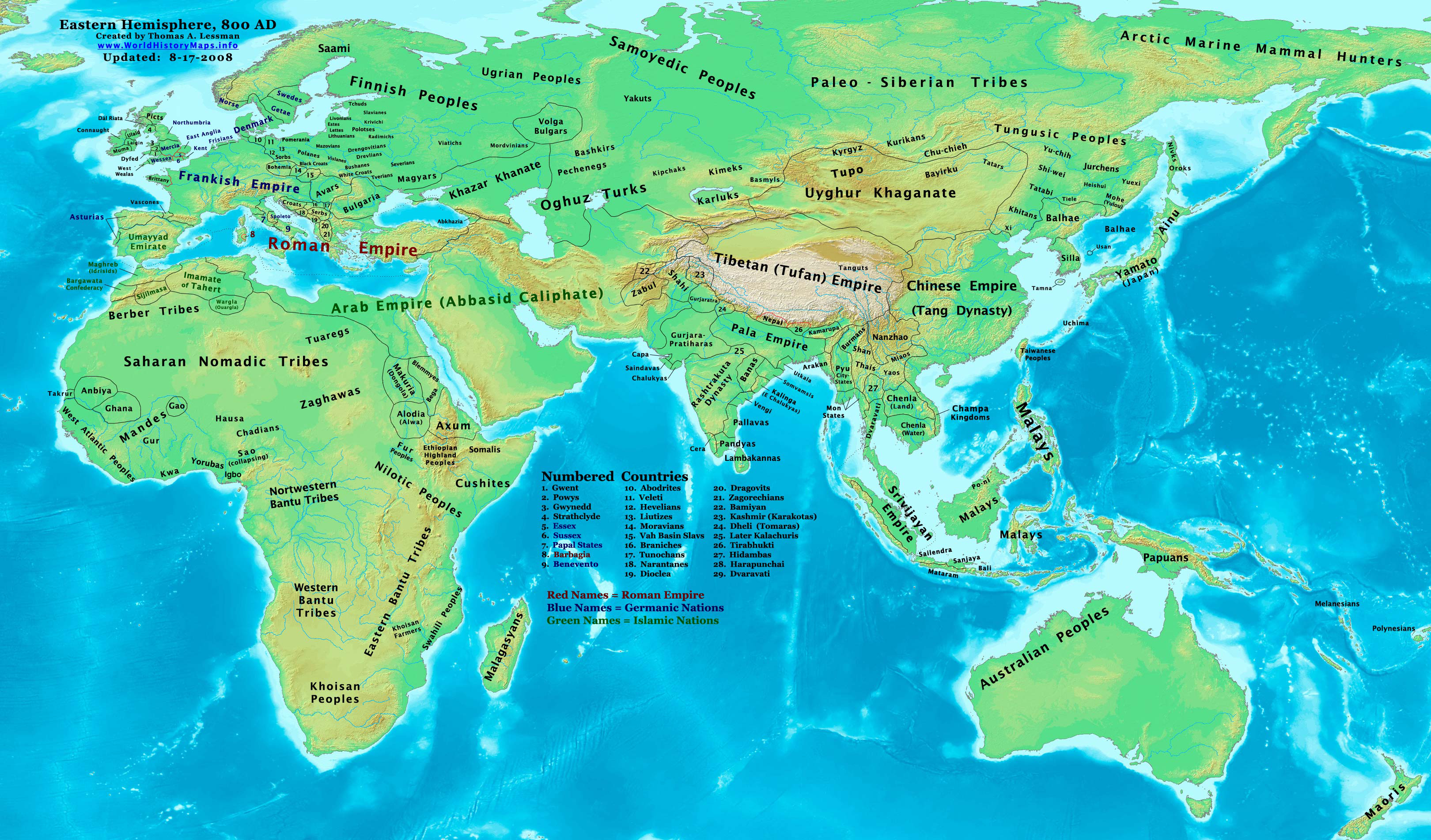
Mapa mundial (excepto América) en torno al año 800.

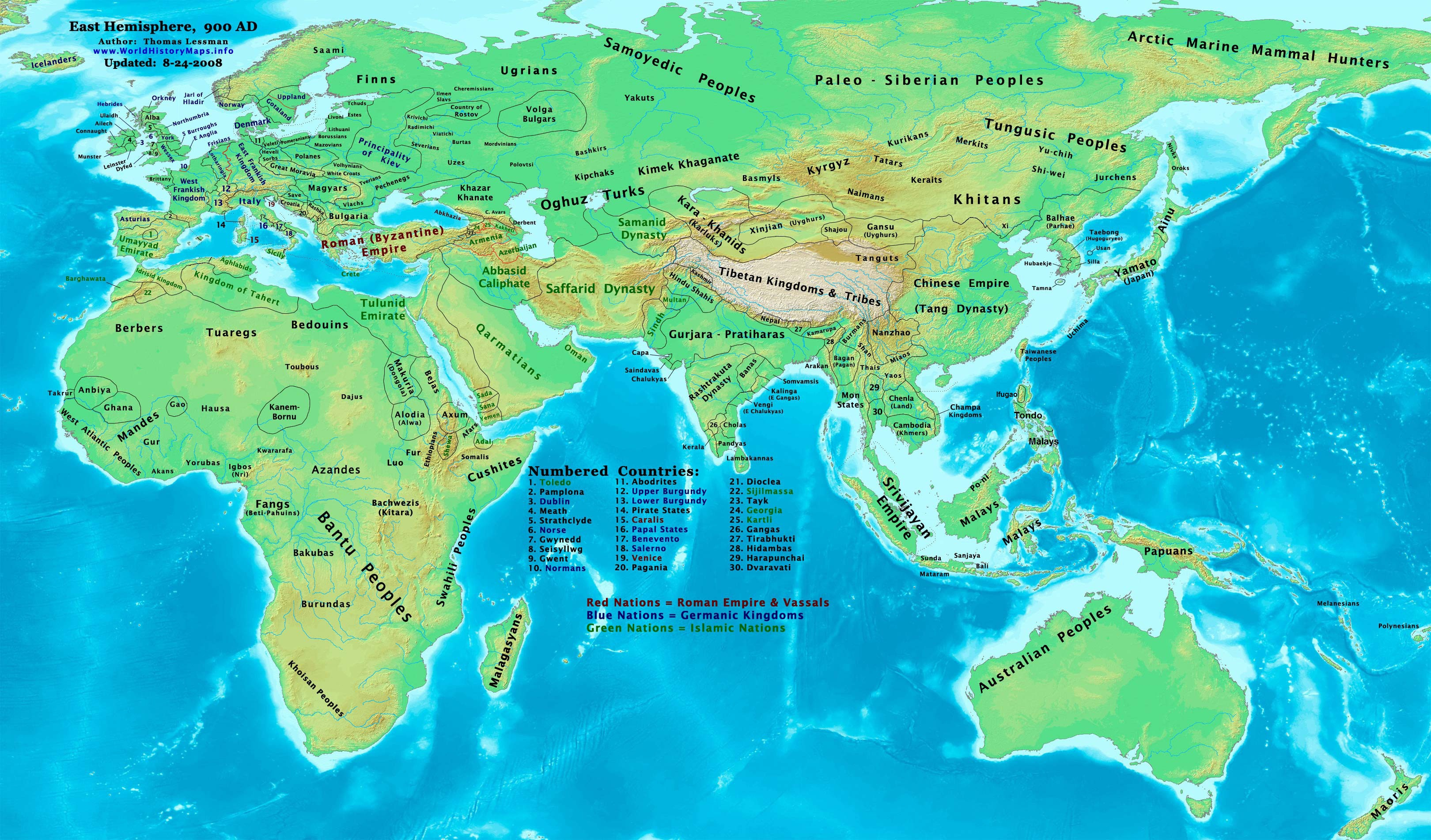
Mapa mundial (excepto América) en torno al año 900.

El siglo ix destaca por ser Europa el foco de los ataques de los piratas normandos, también llamados vikingos, que asolaron las costas de Gran Bretaña, Irlanda y Francia. Conocido por luchar contra dichos ataques es el rey Alfredo el Grande, rey de Wessex, uno de los reinos que tiempo después formarían el Reino de Inglaterra. Alfredo detuvo a los vikingos en la batalla de Ethandun, restableciendo el orden en los territorios anglosajones.
En el Imperio carolingio tras la muerte de Carlomagno, hereda su vasto imperio Ludovico Pío, hijo suyo, pero el reinado de Ludovico fue muy caótico, sobre todo cuando sus hijos comenzaron a luchar por los territorios que heredarían, desembocando en abierta guerra civil, finalmente, con el Tratado de Verdún, los hijos de Ludovico: Lotario, Luis y Carlos, heredaron su imperio que quedó dividido en tres reinos.
En el Mundo Islámico, se dio un importante avance en el campo de matemáticas y ciencias. El erudito Al-Juarismi fundó las bases de la álgebra y estableció el sistema de numeración arábiga que utilizamos en la actualidad, reemplazando a la antigua numeración romana.

## Geopolítica

### Francia
La noción de "Francia" como un único Estado no aparece más que muy progresivamente a lo largo de los siglos. Algunos consideran que no se puede hablar de Francia más que a partir del Tratado de Verdún (843). Durante la Edad Media, la primera unión política duradera (las anteriores fueron más bien efímeras) se realizó con Carlomagno, quien además conquistó otras tierras formando un Imperio, que luego sus nietos dividieron. En el periodo carolingio se produjo un notable desarrollo de las artes y las letras, que se conoce como el «Renacimiento carolingio».
El día de Navidad de 800, el papa León III coronó a Carlomagno como «Emperador de los Romanos» en Roma, y a su hijo Carlos "el Joven" como rey de los francos. Se trataba de uno más de los gestos llevados a cabo por el papado para definir los papeles de autoridad papal y potestad imperial; así como para considerarle como sucesor de los emperadores romanos. Esto originó una serie de disputas con el Imperio Romano Oriental, cuyos habitantes, si bien de origen griego, nunca dejaron de referirse a sí mismos como romanos (Rhōmaîoi, del griego Ῥωμαῖοι). Los conflictos por la legitimidad del título terminaron en el año 812, cuando el emperador bizantino Miguel I Rangabé reconoció a Carlomagno como emperador (basileus), pero no como emperador de los romanos (Βασιλεύς των Ρωμαίων).
El reino de Carlomagno fue dividido en el Tratado de Verdún (843): los francos centrales a Lotario I, los francos orientales a Luis el Germánico y los francos del oeste a Carlos el Calvo. Carlomagno tuvo varios hijos, pero solo uno le sobrevivió, Luis el Piadoso, quien sucedió a su padre en 814 al frente del territorio del imperio. Tras tres guerras civiles, Luis murió en 840, y sus tres hijos supervivientes decidieron repartirse el territorio en el tratado de Verdún, en 843:
A Lotario I, emperador desde el año 817, le correspondieron los francos centrales con las capitales imperiales de Aquisgrán y Roma; territorios que se subdividieron entre sus hijos en Lotaringia, Borgoña e Italia septentrional. Luis el Germánico, pasó a ser rey de los francos del este. Carlos el Calvo, pasó a ser rey de los francos del oeste (actual Alemania), en lucha contra su sobrino Pipino, rey de Aquitania. Más tarde, mediante los tratados de Mersen (870) y Ribemont (880) se realizó una nueva división de los territorios, en detrimento de Lotaringia. El 12 de diciembre de 884, tras una serie de fallecimientos, el emperador Carlos III el Gordo reunió la mayor parte del Imperio carolingio, aunque Bosón de Provenza resistía como rey en torno a Vienne. 
A finales de 887, su sobrino, Arnulfo de Carintia se sublevó y se hizo con el título de rey de los francos del este (actual Alemania). Carlos se retiró y murió poco después, el 13 de enero de 888; la ausencia de una autoridad favoreció la fragmentación regional abandonando el linaje carolingio: Borgoña transjurana y cisjurana tuvieron reyes propios, y en la Francia occidental, Eudes, conde de París fue elegido rey, al igual que en Aquitania Ranulfo. Diez años más tarde, los carolingios recuperaron el poder en Francia occidental, donde gobernaron hasta 987, año de la muerte de Luis V.

### Roma (Feudalismo)
La presión de los lombardos sobre el papa hizo que el rey de los francos, Pipino el Breve, realizará entre 756 y 758 repetidas campañas en el norte de Italia. El papa, en agradecimiento, le confirmó como rey de los francos (a pesar de haber usurpado el título) y concedió el rango de patricio a la familia real de Francia.
La situación se recrudeció a la muerte de Pipino. El reino franco fue dividido entre sus hijos, aumentando de nuevo la presión lombarda sobre el papado. Sin embargo la reunificación de los francos bajo Carlomagno llevó a una nueva intervención en Italia en el 774. Tras una breve batalla, Carlos se hizo con el reino de Lombardía, que, manteniendo su autonomía, se integró en el Imperio carolingio que con el tiempo uniría a la mayor parte de Europa Occidental. Carlomagno auspició un renacimiento cultural y una unidad política y religiosa, que cristalizó con su coronación como Emperador de Occidente por el papa León III en el año 800. Su nuevo imperio se consideraba heredero del Imperio romano de Occidente, siendo el emperador la máxima autoridad temporal de Europa y el encargado de velar por la Cristiandad.
Tras la conquistas de Carlomagno en Italia y la fundación de los Estados Pontificios, el norte de Italia formó parte de los territorios carolingios como Reino de Italia. Por su otra parte, el sur permanecería en constante conflicto entre bizantinos, musulmanes y normandos. La división norte-sur de Italia dejó una profunda huella en la historia italiana que aún es visible hasta nuestros días, con un norte industrializado y mucho más avanzado que el sur.
Ante la ocupación del territorio por los lombardos, la ayuda de Carlomagno y los francos a León III fue vital. Comenzó así el cesaropapismo, una estrecha vinculación papa-vasallo. Parte de las tierras arrebatadas a los lombardos fueron cedidas al papa, que creó entonces un estado en el centro de Italia, los Estados Pontificios, germen histórico de la actual Ciudad del Vaticano. Estos eran administrados directamente por él o mediante vasallos. La mayor parte de la Italia central quedó constituida en un estado independiente bajo el gobierno de los papas. En agradecimiento, el papa coronó a Carlomagno como emperador de Occidente en el año 800.
Los ducados lombardos del sur no llegaron a ser conquistados por Carlomagno, que tuvo que marchar al norte a combatir a los sajones y no formaron parte de su imperio. Los duques lombardos de Benevento mantuvieron su independencia, llegando a convertirse en el Principado de Benevento y a empujar hacia el sur a los bizantinos. Sin embargo, el asesinato del duque Sicardo de Benevento dividió el país entre su hermano Siconulfo de Salerno, que fue proclamado príncipe de Salerno, y su asesino Radelchis, que se hizo con el poder en Benevento. La división permitió ganar autonomía a nobles en Gaeta, Capua y Amalfi, que formaron condados y ducados propios. Al sur, Nápoles, Sicilia y la parte más meridional de la península itálica (Bari, Calabria, Apulia) seguían siendo una provincia bizantina.
El auge del islam azotó el sur, que fueron víctimas de razzias desde el norte de África. Cerdeña había sido ocupada por los árabes en el 710 tras ser abandonada por los bizantinos a su suerte, pero setenta años después, aprovechando la lejanía con las bases árabes, se produjo una revuelta local que estableció gobiernos locales conocidos como giudicati. Córcega sufrió también los ataques musulmanes, combinados con intervenciones francas, lombardas y del marqués de la Toscana, Bonifacio I, para asegurar la frontera.
En el 826, un desertor bizantino ofreció el territorio siciliano al emir musulmán de Ifriquiya, lo que llevaría a una serie de guerras. Para 965 la isla había sido convertida en el Emirato de Sicilia, desde el que se lanzaban ataques a los puertos de la península. Los bizantinos reformaron sus posesiones en la zona sur de la península tras repeler uno de los ataques musulmanes sobre Bari en el 876, creando el Catapanato de Italia, en guerra con musulmanes y lombardos.

### Gran Bretaña
Gran Bretaña experimentó una gran afluencia de los pueblos vikingos en el siglo ix conocido como la época vikinga. Los reinos de la Heptarquía anglosajona poco a poco fueron conquistados por los daneses, lo que creó gobernantes títeres anglosajones en cada reino. Esta invasión fue alcanzada por una enorme fuerza militar conocida como el Gran ejército pagano que conquistó gran parte de la isla.
Irlanda también fue afectada por la expansión vikinga a través del mar del norte. Se llevaron a cabo extensas incursiones a lo largo de la costa y finalmente se establecieron asentamientos permanentes, como el de Dublín en 841.

## Acontecimientos relevantes

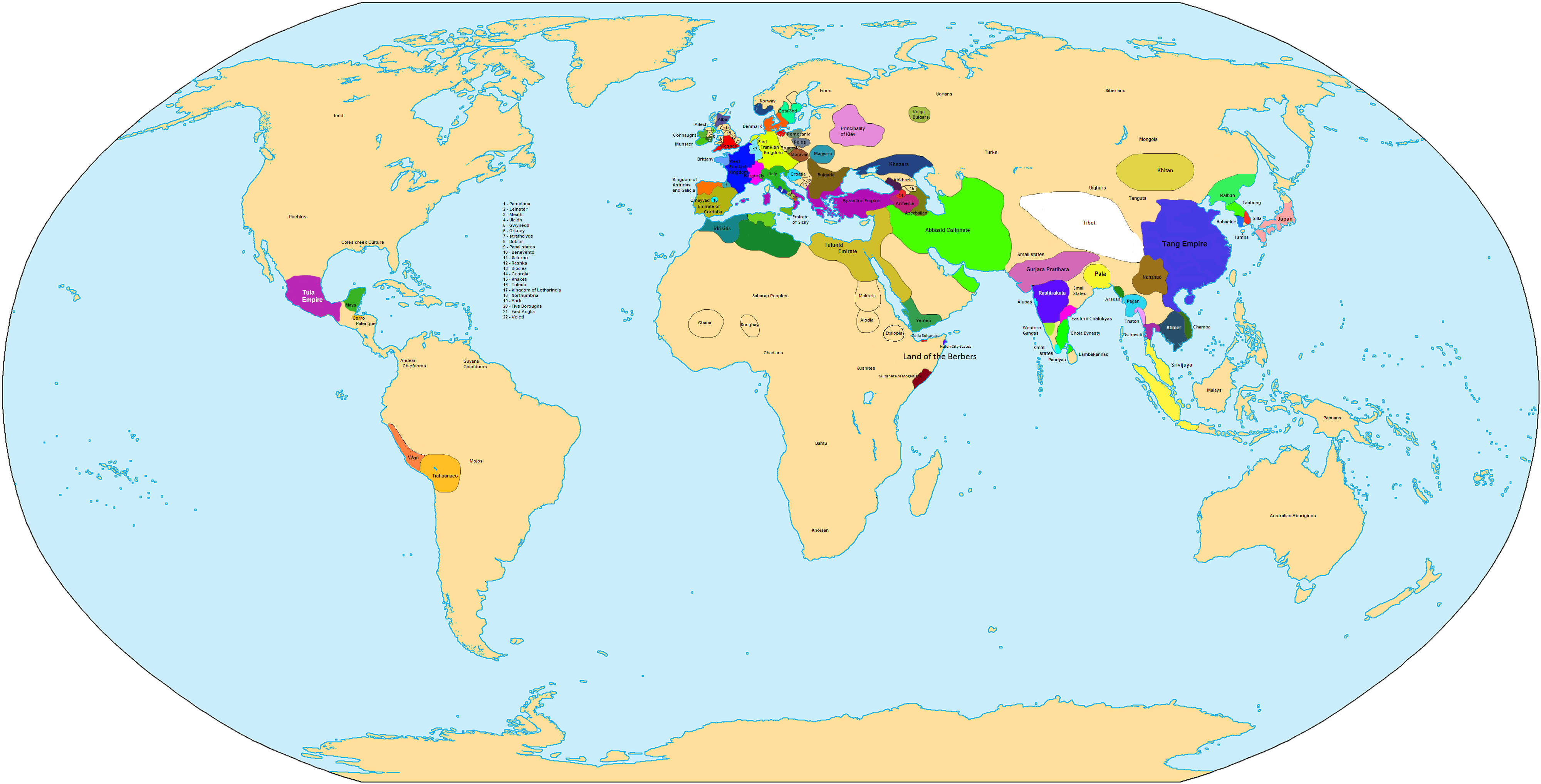
Mapa del mundo a fines del.

### Guerras y política
- 802 : Jayavarman || funda el imperio jemer en Camboya.
- 809-817: Guerra entre el Imperio bizantino y los búlgaros.
- 811: El emperador bizantino Nicéforo I muere en la Batalla de Pliska, donde los bizantinos son derrotados.
- 814: Carlomagno muere en Aquisgrán.
- 818: Revuelta del Arrabal de Saqunda en Qurtuba (Córdoba). Fundación posterior, al ser derrotados y parte emigrados, con parte de ellos, del Barrio de los Andalusíes en Fez (Marruecos).
- 827: Los aglabíes desembarcan en Sicilia.
- 840: Muere Ludovico Pío, lo que inicia una nueva guerra civil en el Imperio Carolingio.
- 841: Dublín es fundada por los vikingos.
- 843: Tratado de Verdún
- 862: Auge de la Dinastía Rúrikovich en la actual Rusia. Los Rúricos gobernarán la región por casi mil años hasta 1612, cuando Basilio IV de Rusia murió sin un heredero.
- 867: Basilio I funda la Dinastía Macedónica, iniciando una nueva edad dorada en el Imperio Romano Oriental (bizantino).
- 878: Batalla de Ethandun entre sajones y vikingos.
- 882: Se establece la Rus de Kiev, primer gran Estado de Rusia.
- 885: Auge de la Dinastía Bagratuni en Armenia.
- Fin de la Dinastía Pallava en el sur de India.

### Cultura y ciencia
- Se piensa que en este siglo se escribió el célebre poema anglosajón Beowulf.
- 803: Finaliza la construcción del Gran Buda de Leshan.
- 814: Es descubierta la tumba del Apóstol Santiago en Compostela.
- 824: Muere el escritor chino Han Yu.
- 830: Se construye la Casa de la sabiduría en Bagdad.
- 833: Publicación del libro Compendio de cálculo por reintegración y comparación de Al-Juarismi.
- 845: El budismo es perseguido en China.
- 852: Se inventa la versión documentada más antigua del paracaídas, obra de Abbas Ibn Firnas, llamado "Armen Firman" en versión latinizada.
- 856: Inicia la construcción del templo budista de Prambanan en Indonesia.
- 859: Fundación de la Universidad de Qarawiyyin, la más antigua del mundo (todavía en funcionamiento).
- 864: Bulgaria es cristianizada por el rey Boris I.
- 868: Se imprime el primer libro en China: Sutra del diamante.
- 870: Se construye el castillo de Praga.
- 870: Cristianización de Serbia
- 875: Se inventa la versión documentada más antigua conocida del ala delta, obra también de Armen Firman/Abbas Ibn Firnas.

## Personas relevantes
- Abd al-Rahman III (891-961), futuro emir omeya y fundador del Califato de Córdoba (929-1031) en el año 929.
- Adi Shankara (788-820): pensador hindú.
- Ahmad bin Hanbal (780-855): teólogo fundador del Hanbalismo.
- Al-Juarismi (783-846): matemático persa "padre" de la Álgebra.
- Al-Jahiz (781-861): escritor árabe.
- Alfonso II de Asturias (760-842): rey del reino de Asturias, durante su reinado se descubrió la tumba del Apóstol Santiago.
- Alfredo el Grande (849-899): rey de Wessex, famoso por sus luchas contra los vikingos.
- Árpád (840?-907): gran Príncipe de los magiares.
- Armen Firman (versión latinizada de Abbas Ibn Firnas), 810-887: científico andalusí, nacido en ronda y qurtubí de residencia, famoso por ser un excelente fabricante de lentes, e inventor de clepsidras, planetarios y los primeros antepasados documentadamente conocidos a día de hoy del paracaídas (852) y del ala delta (878), entre otros muchos inventos y mejoras.
- Basilio I (811-886): emperador bizantino.
- Boris I de Bulgaria (-907): primer rey cristiano de Bulgaria.
- Carlomagno (742-814): rey de los francos, emperador del Imperio carolingio.
- Clemente de Ohrid (840?-916): arzobispo de Bulgaria y escritor.
- Han Yu (768-824): escritor chino.
- Harald I (855-930): primer rey de Noruega.
- Jayavarman II (770-850): fundador del Imperio jemer.
- Juan VIII (820-882): papa de Roma, conocido por la leyenda de la «Papisa Juana».
- Kenneth I de Escocia (800-858): rey de los pictos y considerado primer rey de Escocia.
- León VI el Sabio (866-912): emperador bizantino.
- Juan Escoto Eriúgena o Erígena, filósofo (c. 810-c. 877)
- Ludovico Pío (778-840): rey del Imperio carolingio, hijo de Carlomagno.
- Naum de Preslav (830-910): santo, escritor y maestro de origen búlgaro.
- Ragnar Lodbrock (¿805?-865): rey vikingo, destacado por liderar incursiones vikingas en territorios cristianos en Europa
- Simeón I de Bulgaria (864/865-927): rey del Primer Imperio búlgaro, famoso por sus campañas militares.
- Wang Geon (887-943): rey coreano, fundador de la dinastía Koryo.
- Emperador Xianzong de Tang (778-820): destacado emperador chino.